# IMSAI
IMS Associates, Inc, o IMSAI, va ser una empresa estatunidenca fabricant de microordinadors amb seu a San Leandro (Califòrnia). Fou responsable per un dels primers èxits en la informàtica personal, el IMSAI 8080. La companyia va ser fundada el 1973 per William Millard i el seu primer producte va ser el IMSAI 8080 el 1975. IMS significava Information Management Sciences («Ciències de la Gestió de la informació»).